# الدوري البرتغالي الدرجة الثانية 2007–08
الدوري البرتغالي الدرجة الثانية 2007–08 (بالبرتغالية: II Divisão B de 2007–08‏) هو موسم من الدوري البرتغالي الدرجة الثانية. فاز فيه U.D. Oliveirense ‏.